# Херштайн
Херштайн (нем. Herrstein) — община в Германии, в земле Рейнланд-Пфальц.
Входит в состав района Биркенфельд. Подчиняется управлению Херрштайн. Население составляет 790 человек (на 31 декабря 2010 года). Занимает площадь 4,79 км².

## Население
| Год  | Численность | Численность |
| ---- | ----------- | ----------- |
| 1975 | 763         | [ 4 ]       |
| 2017 | 825         | [ 1 ]       |
| 2019 | 806         | [ 5 ]       |
| 2021 | 799         | [ 6 ]       |
| 2022 | 793         | [ 7 ]       |
| 2023 | 760         | [ 2 ]       |

## Галерея
- Вид Херштайна
- Колокольня
- Фонтан